# Argusto
Argusto község (comune) Olaszország Calabria régiójában, Catanzaro megyében.

## Fekvése
A megye déli részén fekszik. Határai: Cardinale, Chiaravalle Centrale, Gagliato és Petrizzi.

## Története
A  17. század elején alapították.

## Népessége
A népesség számának alakulása:

## Főbb látnivalói
- Sant’Ilario Vescovo-templom